# Lista de primeiros-ministros do Camboja
Esta lista de primeiros ministros do Camboja compreende as 35 pessoas que exerceram a chefia do Estado desde 1945, enquanto protetorado francês do Camboja, até à atualidade. 
O atual primeiro-ministro é Hun Manet, desde 2023, tendo sido segundo-primeiro-ministro desde 1993.

## Lista de chefes de governo

### Protetorado francês do Camboja (1945–1953)
| Nº     | Primeiro-ministro                             | Primeiro-ministro | Início do mandato       | Fim do mandato          | Partido                      | Monarca          |
| ------ | --------------------------------------------- | ----------------- | ----------------------- | ----------------------- | ---------------------------- | ---------------- |
| 1      | Rei Norodom Sihanouk (1.ª vez)                |                   | 18 de março de 1945     | 13 de agosto de 1945    | Nenhum (independente)        | Norodom Sikanouk |
| 2      | Son Ngoc Thanh (1.ª vez)                      |                   | 14 de agosto de 1945    | 16 de outubro de 1945   | Nenhum (independente)        | Norodom Sikanouk |
| 3      | Príncipe Sisowath Monireth                    |                   | 17 de outubro de 1945   | 15 de dezembro de 1946  | Nenhum (independente)        | Norodom Sikanouk |
| 4      | Príncipe Sisowath Youtevong                   |                   | 15 de dezembro de 1946  | 15 de julho de 1947     | Partido Democrático          | Norodom Sikanouk |
| 5      | Príncipe Sisowath Watchayavong                |                   | 25 de julho de 1947     | 20 de fevereiro de 1948 | Partido Democrático          | Norodom Sikanouk |
| 6      | Chhean Vam                                    |                   | 20 de fevereiro de 1948 | 14 de agosto de 1948    | Partido Democrático          | Norodom Sikanouk |
| 7      | Samdech Penn Nouth                            |                   | 15 de agosto de 1948    | 21 de janeiro de 1949   | Partido Democrático          | Norodom Sikanouk |
| 8      | Yem Sambaur (1.ª vez)                         |                   | 12 de fevereiro de 1949 | 20 de setembro de 1949  | Partido Democrático          | Norodom Sikanouk |
| 9      | Ieu Koeus                                     |                   | 20 de setembro de 1949  | 29 de setembro de 1949  | Partido Democrático          | Norodom Sikanouk |
| 10 (8) | Yem Sambaur (2.ª vez)                         |                   | 29 de setembro de 1949  | 28 de abril de 1950     | Partido Democrático          | Norodom Sikanouk |
| 11 (1) | Rei Norodom Sihanouk (2.ª vez)                |                   | 28 de abril de 1950     | 30 de maio de 1950      | Nenhum (independente)        | Norodom Sikanouk |
| 12     | Príncipe Samdech Krom Luong Sisowath Monipong |                   | 30 de maio de 1950      | 3 de março de 1951      | Nenhum (independente)        | Norodom Sikanouk |
| 13     | Oum Chheang Sun (1.ª vez)                     |                   | 3 de março de 1951      | 12 de outubro de 1951   | Partido Democrático Nacional | Norodom Sikanouk |
| 14     | Huy Kanthoul                                  |                   | 13 de outubro de 1951   | 16 de junho de 1952     | Partido Democrático          | Norodom Sikanouk |
| 15 (1) | Rei Norodom Sihanouk (3.ª vez)                |                   | 16 de junho de 1952     | 24 de janeiro de 1953   | Nenhum (independente)        | Norodom Sikanouk |
| 16 (7) | Samdech Penn Nouth (2.ª vez)                  |                   | 24 de janeiro de 1953   | 9 de novembro de 1953   | Partido Democrático          | Norodom Sikanouk |

### Reino do Camboja (1953–1970)
| Nº      | Primeiro-ministro                    | Primeiro-ministro | Início do mandato       | Fim do mandato          | Partido               | Monarca          |
| ------- | ------------------------------------ | ----------------- | ----------------------- | ----------------------- | --------------------- | ---------------- |
| 16 (7)  | Samdech Penn Nouth (2.ª vez)         |                   | 9 de novembro de 1953   | 22 de novembro de 1953  | Partido Democrático   | Norodom Sihanouk |
| 17      | Chan Nak                             |                   | 23 de novembro de 1953  | 7 de abril de 1954      | Nenhum (independente) | Norodom Sihanouk |
| 18 (1)  | Rei Norodom Sihanouk (4.ª vez)       |                   | 7 de abril de 1954      | 18 de abril de 1954     | Nenhum (independente) | Norodom Sihanouk |
| 19 (7)  | Samdech Penn Nouth (3.ª vez)         |                   | 18 de abril de 1954     | 26 de janeiro de 1955   | Partido Democrático   | Norodom Sihanouk |
| 20      | Leng Ngeth                           |                   | 26 de janeiro de 1955   | 3 de outubro de 1955    | Partido Democrático   | Norodom Sihanouk |
| 20      | Leng Ngeth                           | Norodom Suramarit | 26 de janeiro de 1955   | 3 de outubro de 1955    | Partido Democrático   |                  |
| 21 (1)  | Príncipe Norodom Sihanouk (5.ª vez)  |                   | 3 de outubro de 1955    | 5 de janeiro de 1956    | Sangkum               |                  |
| 22 (11) | Oum Chheang Sun (2.ª vez)            |                   | 5 de janeiro de 1956    | 29 de fevereiro de 1956 | Sangkum               |                  |
| 23 (1)  | Príncipe Norodom Sihanouk (6.ª vez)  |                   | 1 de março de 1956      | 24 de março de 1956     | Sangkum               |                  |
| 24      | Khim Tit                             |                   | 3 de abril de 1956      | 29 de julho de 1956     | Sangkum               |                  |
| 25 (1)  | Príncipe Norodom Sihanouk (7.ª vez)  |                   | 15 de setembro de 1956  | 15 de outubro de 1956   | Sangkum               |                  |
| 26      | Sam Yun                              |                   | 25 de outubro de 1956   | 9 de abril de 1957      | Sangkum               |                  |
| 27 (1)  | Príncipe Norodom Sihanouk (8.ª vez)  |                   | 9 de abril de 1957      | 7 de julho de 1957      | Sangkum               |                  |
| 28      | Sim Var (1.ª vez)                    |                   | 26 de julho de 1957     | 11 de janeiro de 1958   | Sangkum               |                  |
| 29      | Ek Yi Oun                            |                   | 11 de janeiro de 1958   | 17 de janeiro de 1958   | Sangkum               |                  |
| 30 (7)  | Samdech Penn Nouth (4.ª vez)         |                   | 17 de janeiro de 1958   | 24 de abril de 1958     | Sangkum               |                  |
| 31 (28) | Sim Var (2.ª vez)                    |                   | 24 de abril de 1958     | 10 de julho de 1958     | Sangkum               |                  |
| 32 (1)  | Príncipe Norodom Sihanouk (9.ª vez)  |                   | 10 de julho de 1958     | 19 de abril de 1960     | Sangkum               |                  |
| 33      | Pho Proeung                          |                   | 19 de abril de 1960     | 28 de janeiro de 1961   | Nenhum (independente) |                  |
| 33      | Pho Proeung                          | Norodom Sihanouk  | 19 de abril de 1960     | 28 de janeiro de 1961   | Nenhum (independente) |                  |
| 34 (7)  | Samdech Penn Nouth (5.ª vez)         |                   | 28 de janeiro de 1961   | 17 de novembro de 1961  | Sangkum               |                  |
| 35 (1)  | Príncipe Norodom Sihanouk (10.ª vez) |                   | 17 de novembro de 1961  | 13 de fevereiro de 1962 | Sangkum               |                  |
| -       | Nhiek Tioulong (interino)            |                   | 13 de fevereiro de 1962 | 6 de agosto de 1962     | Sangkum               |                  |
| -       | Chau Sen Cocsal Chhum (interino)     |                   | 6 de agosto de 1962     | 6 de outubro de 1962    | Sangkum               |                  |
| 36      | Príncipe Norodom Kantol              |                   | 6 de outubro de 1962    | 25 de outubro de 1966   | Sangkum               |                  |
| 37      | General Lon Nol (1.ª vez)            |                   | 25 de outubro de 1966   | 1 de maio de 1967       | Sangkum/Militar       |                  |
| 38      | Son Sann                             |                   | 1 de maio de 1967       | 31 de janeiro de 1968   | Sangkum               |                  |
| 39 (7)  | Penn Nouth (6.ª vez)                 |                   | 31 de janeiro de 1968   | 14 de agosto de 1969    | Sangkum               |                  |
| 40 (37) | General Lon Nol (2.ª vez)            |                   | 14 de agosto de 1969    | 9 de outubro de 1970    | Sangkum/Militar       |                  |

### República Khmer(1970–1975)
| Nº      | Primeiro-ministro    | Primeiro-ministro | Início do mandato      | Fim do mandato        | Partido                    | Presidente |
| ------- | -------------------- | ----------------- | ---------------------- | --------------------- | -------------------------- | ---------- |
| 40 (37) | General Lon Nol      |                   | 9 de outubro de 1970   | 11 de março de 1971   | Nenhum (militar)           | Cheng Heng |
| 41      | Sisowath Sirik Matak |                   | 11 de março de 1971    | 18 de março de 1972   | Nenhum (independente)      | Cheng Heng |
| 41      | Sisowath Sirik Matak | Lon Nol           | 11 de março de 1971    | 18 de março de 1972   | Nenhum (independente)      |            |
| 42 (2)  | Son Ngoc Thanh       |                   | 18 de março de 1972    | 15 de outubro de 1972 | Khmer Serei                |            |
| 43      | Hang Thun Hak        |                   | 15 de outubro de 1972  | 6 de maio de 1973     | Partido Social Republicano |            |
| 44      | In Tam               |                   | 6 de maio de 1973      | 9 de dezembro de 1973 | Partido Social Republicano |            |
| 45      | Long Boret           |                   | 26 de dezembro de 1973 | 17 de abril de 1975   | Partido Social Republicano |            |
| 45      | Long Boret           | Saukam Khoy       | 26 de dezembro de 1973 | 17 de abril de 1975   | Partido Social Republicano |            |
| 45      | Long Boret           | Sat Sutsakhan     | 26 de dezembro de 1973 | 17 de abril de 1975   | Partido Social Republicano |            |

### Campucheia Democrática(1975–1979)
| Nº     | Primeiro-ministro            | Primeiro-ministro | Início do mandato      | Fim do mandato         | Partido                            | Presidente       |
| ------ | ---------------------------- | ----------------- | ---------------------- | ---------------------- | ---------------------------------- | ---------------- |
| 46 (7) | Samdech Penn Nouth (6.ª vez) |                   | 17 de abril de 1975    | 4 de abril de 1976     | Força Unida Nacional da Campucheia | Norodom Sihanouk |
| -      | Khieu Samphan (interino)     |                   | 4 de abril de 1976     | 14 de abril de 1976    | Partido Comunista da Campucheia    | Norodom Sihanouk |
| -      | Khieu Samphan (interino)     | Khieu Samphan     | 4 de abril de 1976     | 14 de abril de 1976    | Partido Comunista da Campucheia    |                  |
| 47     | Pol Pot                      |                   | 14 de abril de 1976    | 27 de setembro de 1976 | Partido Comunista da Campucheia    |                  |
| -      | Nuon Chea (interino)         |                   | 27 de setembro de 1976 | 25 de outubro de 1976  | Partido Comunista da Campucheia    |                  |
| 47     | Pol Pot                      |                   | 25 de outubro de 1976  | 7 de janeiro de 1979   | Partido Comunista da Campucheia    |                  |

### República Popular da Campucheia(1979–1989)

#### Presidente do Conselho de Ministros
Cargo vago entre 7 de janeiro de 1979 e 27 de junho de 1981. Heng Samrin serviu como chefe de Estado e de governo de facto, como Presidente do Conselho Revolucionário Popular.
| Nº | Presidente do Conselho de Ministros | Presidente do Conselho de Ministros | Início do mandato     | Fim do mandato         | Partido                                      | Chefe de Estado |
| -- | ----------------------------------- | ----------------------------------- | --------------------- | ---------------------- | -------------------------------------------- | --------------- |
| 48 | Pen Sovan                           |                                     | 27 de junho de 1981   | 5 de dezembro de 1981  | Partido Revolucionário Popular da Campucheia | Heng Samrin     |
| 49 | Chan Sy                             |                                     | 5 de dezembro de 1981 | 26 de dezembro de 1984 | Partido Revolucionário Popular da Campucheia | Heng Samrin     |
| 50 | Hun Sen                             |                                     | 14 de janeiro de 1984 | 1 de maio de 1989      | Partido Revolucionário Popular da Campucheia | Heng Samrin     |

### Estado do Camboja (1989–1993)

#### Presidente do Conselho de Ministros
| Nº | Presidente do Conselho de Ministros | Presidente do Conselho de Ministros | Início do mandato | Fim do mandato     | Partido                                                                | Chefe de Estado |
| -- | ----------------------------------- | ----------------------------------- | ----------------- | ------------------ | ---------------------------------------------------------------------- | --------------- |
| 50 | Hun Sen                             |                                     | 1 de maio de 1989 | 2 de julho de 1993 | Partido Revolucionário Popular da Campucheia/Partido Popular Cambojano | Heng Samrin     |

#### Co-primeiros-ministos
| Nº | Co-primeiro-ministro       | Co-primeiro-ministro | Início do mandato  | Fim do mandato         | Partido                   | Chefe de Estado  |
| -- | -------------------------- | -------------------- | ------------------ | ---------------------- | ------------------------- | ---------------- |
| 50 | Hun Sen                    |                      | 2 de julho de 1993 | 21 de setembro de 1993 | Partido Popular Cambojano | Chea Sem         |
| 51 | Príncipe Norodom Ranariddh |                      | 2 de julho de 1993 | 21 de setembro de 1993 | Partido FUNCIPEC          | Norodom Sihanouk |

#### Primeiro e segundo primeiros-ministros
| Nº | Primeiro-ministro                                       | Primeiro-ministro | Início do mandato      | Fim do mandato         | Partido                   | Chefe de Estado  |
| -- | ------------------------------------------------------- | ----------------- | ---------------------- | ---------------------- | ------------------------- | ---------------- |
| 51 | Príncipe Norodom Ranariddh (Primeiro primeiro-ministro) |                   | 21 de setembro de 1993 | 24 de setembro de 1993 | Partido FUNCIPEC          | Norodom Sihanouk |
| 50 | Hun Sen (Segundo primeiro-ministro)                     |                   | 21 de setembro de 1993 | 24 de setembro de 1993 | Partido Popular Cambojano | Norodom Sihanouk |

### Reino do Camboja(1993–atualidade)

#### Primeiro e segundo primeiros-ministros
| Nº | Primeiro-ministro                                       | Primeiro-ministro | Início do mandato      | Fim do mandato         | Partido                   | Monarca          |
| -- | ------------------------------------------------------- | ----------------- | ---------------------- | ---------------------- | ------------------------- | ---------------- |
| 51 | Príncipe Norodom Ranariddh (Primeiro primeiro-ministro) |                   | 24 de setembro de 1993 | 6 de julho de 1997     | Partido FUNCIPEC          | Norodom Sihanouk |
| 52 | Ung Huot (Primeiro primeiro-ministro)                   |                   | 16 de julho de 1997    | 30 de novembro de 1998 | Partido FUNCIPEC          | Norodom Sihanouk |
| 50 | Hun Sen (Segundo primeiro-ministro)                     |                   | 24 de setembro de 1993 | 30 de novembro de 1998 | Partido Popular Cambojano | Norodom Sihanouk |

#### Primeiro-ministro
| Nº | Primeiro-ministro | Primeiro-ministro | Início do mandato      | Fim do mandato       | Partido                   | Monarca          |
| -- | ----------------- | ----------------- | ---------------------- | -------------------- | ------------------------- | ---------------- |
| 50 | Hun Sen           |                   | 30 de novembro de 1998 | 22 de agosto de 2023 | Partido Popular Cambojano | Norodom Sihanouk |
| 50 | Hun Sen           | Norodom Sihamoni  | 30 de novembro de 1998 | 22 de agosto de 2023 | Partido Popular Cambojano |                  |
| 51 | Hun Manet         |                   | 22 de agosto de 2023   | presente             | Partido Popular Cambojano | Norodom Sihamoni |